# The Yards
The Yards (br: Caminho sem volta / pt: Nas teias da corrupção) é um filme estadunidense de 2000, do gênero drama, dirigido por James Gray.

## Sinopse
Recém-saído da prisão, o jovem Leo Handler decide por recomeçar sua vida trabalhando no negócio da família. Até que descobre que o lugar onde trabalha possui várias conexões com crimes.

## Elenco
- Mark Wahlberg .... Leo Handler
- Joaquin Phoenix .... Willie Gutierrez
- Charlize Theron .... Erica Stoltz
- James Caan .... Frank Olchin
- Ellen Burstyn .... Val Handler
- Faye Dunaway .... Kitty Olchin
- Andrew Davoli .... Raymond Price
- Steve Lawrence .... Arthur Mydanick
- Tony Musante .... Seymour Korman
- Victor Argo .... Paul Lazarides
- Tomas Milian .... Manuel Sequiera
- Robert Montano .... Hector Gallardo